# Pinakolomlagring
Pinakolomlagring eller pinakol-pinakolon-omlagring är en metod för att omvandla en 1,2-diol till en karbonylförening i organisk kemi. Denna 1,2-omlagring sker under sura betingelser. Namnet på reaktionen kommer från omlagring av pinakol till pinakolon. Pinakoler är glykoler med den allmänna formeln R2C(OH)-C(OH)R2, där R symboliserar en godtycklig kolvätegrupp. Det enklaste exemplet är pinakol (R=CH3), som framställs ur aceton.
Pinakolomlagring sker enligt förloppet

## Översikt av mekanismen
Under loppet av denna organiska reaktion protoneras en av -OH-grupperna och en karbokatjon bildas. Om de två -OH-grupperna inte är lika, är det den som ger en mer stabil karbokatjon som deltar i reaktionen. Därefter migrerar en alkylgrupp från det intilliggande kolet till karbokatjonens centrum. Drivkraften för detta omlagringssteg tros vara den relativa stabiliteten hos den resulterande oxoniumjonen, som har fullständig oktettkonfiguration på alla centra (i motsats till den föregående karbokatjonen). Vilken alkylgrupp som migrerar bestäms av den vanliga rangordningen hydrid > fenyl > tertiär karbokatjon (omlagrad av migration) > sekundär karbokatjon (omlagrad av migration) > metylkatjon. Slutsatsen är att den grupp som stabiliserar karbokatjonen mest effektivt migreras.

## Omlagringens stereokemi
I cykliska system uppvisar reaktionen flera intressanta egenskaper. I dessa reaktioner spelar diolens stereokemi en avgörande roll vid valet av huvudprodukt. Endast en alkylgrupp som är belägen trans- till den lämnande gruppen -OH kan migrera. Annars sker ringexpansion, dvs. ringkolet självt vandrar till karbokatjoncentrum. Detta avslöjar en annan intressant egenskap hos reaktionen, nämligen att den är till stor del samordnad. Det verkar finnas ett samband mellan migrationens början och slut under hela reaktionen. Dessutom gäller att om den migrerande alkylgruppen har ett kiralt centrum som sin viktigaste atom, bibehålls konfigurationen vid detta centrum även efter att migreringen sker.

## Historik
Även om Wilhelm Rudolph Fittig först publicerade pinakolomlagring var det inte Fittig utan Aleksandr Butlerov som korrekt identifierade de inblandade reaktionsprodukterna.
I en publikation 1859 beskrev Fittig reaktionen av aceton med kalium men hade felaktigt antagit en molekylformel av (C3H3O)n för aceton – resultatet av en mångårig atomviktsdiskussion avgjordes slutligen vid en kongress i  Karlsruhe 1860. Han trodde felaktigt också att aceton vara en alkohol vilket han hoppades kunna bevisa genom att bilda ett metallalkoxidsalt. Reaktionsprodukten han fick istället kallade han paraceton som han trodde vara en acetondimer. I sin andra publikation 1860 reagerade han paraceton med svavelsyra (den faktiska pinakolomlagringen).
Fittig var återigen oförmögen till att ange en molekylstruktur till reaktionsprodukten, som han antog vara en annan isomer eller en polymer. Samtida kemister som redan hade anpassat sig till den nya atomviktsrealiteten klarade sig inte bättre. En av dem, Charles Friedel, trodde att reaktionsprodukten var epoxidtetrametyletylenoxid i analogi med reaktioner av etylenglykol. Slutligen kom Butlerov 1873 fram till rätt strukturer efter att han oberoende syntetiserade föreningen trimetylättiksyra som Friedel hade fått tidigare genom att oxidera med en dikromat.
Några av problemen vid bestämningen av strukturen berodde på att kolskelettets omflyttningar var okända vid den tiden och ett nytt koncept behövdes. Butlerovs teori tillät kolatomernas struktur i molekylen att omordnas och med detta koncept kunde en struktur för pinakolon hittas.